# Stemhebbende bilabiale plosief
De stemhebbende bilabiale plosief is een medeklinker die in het Internationaal Fonetisch Alfabet en X-SAMPA aangeduid wordt met [b].
Een voorbeeld van een Nederlands woord waarin deze klank voorkomt, is boer. Veel Indische talen, zoals het Hindi, kennen een contrast tussen een spiritus en een gewone [b].

## Kenmerken
- De manier van articulatie is plosief, wat inhoudt dat de klank wordt geproduceerd door de luchtstroom in het spraakkanaal te belemmeren.
- Het articulatiepunt is bilabiaal, wat inhoudt dat beide lippen worden gebruikt.
- De articulatie is stemhebbend wat betekent dat de klank wordt geproduceerd door trillingen van de stembanden.
- Het is een orale medeklinker, wat inhoudt dat lucht door de mond kan ontsnappen.
- Het is een centrale medeklinker, wat inhoudt dat de klank wordt geproduceerd door de luchtstroom over het midden van de tong te laten stromen in plaats van langs de zijkanten.

Deze pagina bevat fonetische informatie in het IPA, die in sommige browsers mogelijk niet correct wordt weergegeven.
Waar symbolen in paren voorkomen, vertegenwoordigt het rechter teken een stemhebbende medeklinker. Gearceerde gebieden bevatten medeklinkers die worden beschouwd als onuitspreekbaar.
Zie ook: IPA, Klinkers